# Jacques Torczyner
Ne doit pas être confondu avec Harry Torczyner (avocat) ou Harry Torczyner.
Jacques Torczyner (né le 8 juillet 1914 à Anvers, en Belgique et mort le 7 mars 2013) est un leader sioniste américain. 
Il émigre aux États-Unis en 1940, de Belgique lors de l'invasion des nazis. Il rejoint l'Organisation sioniste d'Amérique (ZOA) et 18 leaders juifs en 1945 avec David Ben Gourion pour fonder les Amis de la Haganah en Palestine mandataire. 
Proche d'Abba Hillel Silver, le Comité Rifkind et l'Agence juive, il remplit cinq mandats comme président de la ZOA et de 1974 à 1977, dirige la section américaine du Congrès juif mondial. 
Le 17 février 1986, il invitait Jean-Marie Le Pen, au restaurant The Four Seasons, à New York.
Il était le neveu de Naftali Herz Tur-Sinai, et le frère de Harry Torczyner, « avocat internationale » qui fut l'ambassadeur de Magritte à New York et Israël. 
Il meurt le 7 mars 2013 à Saratoga en Californie.